# Лим Ын Су
Лим Ын Су или Лим Ынсу (кор. 임은수 Им Ынсу, англ. Eunsoo Lim; род. 26 февраля 2003), — южнокорейская фигуристка, выступавшая в одиночном катании. Бронзовый призёр этапа Гран-при Rostelecom Cup (2018), двукратная победительница турнира серии «челленджер» Asian Open Trophy (2018, 2019), серебряный призёр турнира серии «челленджер» U.S. Classic (2018), бронзовый призёр турнира серии «челленджер» Autumn Classic (2019). Чемпионка Республики Корея 2017 года, серебряный призёр в 2019 году, бронзовый призёр в 2016 и 2018 годах. Заняла 10 место на чемпионате мира в 2019 году. Дважды входила в топ-10 на чемпионатах четырёх континентов: 7 место в 2019 году и 8 место 2020 году. Дважды входила в топ-5 на юниорских чемпионатах мира в 2016 и 2017 годах.

## Спортивная карьера

### Среди юниоров

#### Сезон 2017—2018
Сезон 2017—2018 Лим Ын Су начала с выступления на турнире Asian Trophy, на котором заняла второе место. В сентябре выступила на юниорскиом этапе Гран-при в Зальцбурге (Австрия), на котором также заняла второе место и получила серебряную медаль. Следующий юниорский этап Гран-при, на котором она выступила, прошёл в Гданьске (Польша), где она по итогу заняла четвёртое место и потеряла шанс выступить в финале юниорского Гран-при текущего сезона. В январе заняла третье место на национальном первенстве. В марте выступила на чемпионате мира среди юниоров, и заняла там пятое место. 18 апреля стало известно, что она переедет в Калифорнию, чтобы начать тренироваться у Рафаэля Арутюняна.

### Среди взрослых

#### Сезон 2018—2019
В начале августа дебютировала среди взрослых на турнире Asian Trophy, который уверено выиграла с отрывом общей суммы баллов в 11,32. В сентябре выступила на U.S. International Figure Skating Classic, где заняла второе место. На своём первом в сезоне этапе Гран-при, проходившем в Японии, заняла шестое место, при этом улучшив все свои прежние достижения в баллах. На своём втором этапе Гран-при в Москве завоевала бронзу, при этом улучшив свои достижения в баллах лишь в произвольной программе.
В феврале выступила на чемпионате четырёх континентов, где заняла седьмое место с 191,85 баллами. В марте выступила на чемпионате мира, на котором заняла десятое место с 205,57 баллами.

#### Сезон 2019—2020
В сентябре Лим Ын Су выступила на канадском турнире серии «Челленджер» Autumn Classic International, где после короткой программы занимала пятое место с 56,31 баллами. В произвольной программе заняла третье место с 128,04 баллами, по итогу завоевала бронзу этого турнира с суммой баллов 184,38. В октябре выступила на китайском турнире Shanghai Trophy, где также завоевала бронзовую медаль.
В октябре выступила на американском этапе Гран-при Scate America, после короткой программы была на 8 месте с 63,96 баллами, в произвольной программе на 5 месте с 120,54 баллами, по итогу расположилась на 5 месте с суммой баллов 184,50. В ноябре выступила на японском этапе Гран-при NHK Trophy, в короткой программе была на 6 месте с 65,28 баллами, в произвольной программе на 10 месте с 107,19 баллами, по итогу заняла 7 место с суммой баллов 172,47.
В январе выступила на национальном чемпионате проходившем в городе Ыйджонбу, после короткой программы была на 4 месте 63,95 баллами, в произвольной программе заняла 7 место с 118,63 баллами, по итогу расположилась на 7 месте с суммой баллов 182,58.

#### Сезон 2020—2021
Из-за пандемии COVID-19 выступила лишь на национальном чемпионате в феврале, на котором после короткой программы расположилась на промежуточном 4 месте с 67,25 баллами, а в произвольной программе расположилась на 9 месте с 111,81 баллами, и по итогам чемпионата оказалась на 6 месте с суммой баллов 179,06.

#### Сезон 2021—2022
В начале ноября выступила на этапе Гран-при Италии, где в короткой программе расположилась на 6 месте с 67,03 баллами, в произвольной программе расположилась на 8 месте с 112,55 баллами, по итогу заняв 8 место с суммой баллов 179,58. Затем, через неделю выступила на этапе Гран-при Японии, где в короткой программе расположилась на 5 месте с 67,72 баллами, в произвольной программе расположилась также на 5 месте с 186,68 баллами, по итогу заняла 6 место с суммой баллов 121,45.
В начале января выступила на национальном чемпионате, где после короткой программы расположилась на промежуточном 6 месте с 66,04 баллами, в произвольной программе заняла 9 место с 121,41 баллами, и по итогу заняла 9 место с суммой баллов 187,45.
11 июля 2023 года объявила о завершении спортивной карьеры.

## Программы
| Сезон     | Короткая программа | Произвольная программа | Показательные выступления                                                                                                  |
| --------- | --- | --- | --- |
| 2021—2022 | - «El Tango de Roxanne» (из фильма «Мулен Руж!») Юэн Макгрегор, Яцек Коман и Хосе Фелисиано | - «East of Eden (soundtrack)» Ли Холдридж - «Searching for Eden» Karl Hugo                                                        | |
| 2020—2021 | - «Capriccio Espagnol» Николай Римский-Корсаков хореограф-постановщик Дэвид Уилсон | - «East of Eden» Ли Холдридж хореограф-постановщик Джеффри Баттл                                                                  | |
| 2019—2020 | - «The Journey Back in Time» Джон Барри (из фильма «Где-то во времени») хореограф-постановщик Джеффри Баттл - «Capriccio Espagnol» Николай Римский-Корсаков хореограф-постановщик Дэвид Уилсон | - Музыка из фильма «Сабрина» Джон Уильямс хореограф-постановщик Дэвид Уилсон                                                      | - «Is That Alright?» Леди Гага из фильма «Звезда родилась» хореограф-постановщик Shin Yea-ji                               |
| 2018—2019 | - «The Journey Back in Time» Джон Барри (из фильма «Где-то во времени») хореограф-постановщик Джеффри Баттл                                                                                    | - «Roxie» Рене Зеллвегер - «I Move On» Рене Зеллвегер, Кэтрин Зета-Джонс (из фильма «Чикаго») хореограф-постановщик Акико Судзуки | - «Havana» Камила Кабельо хореограф-постановщик Джеффри Баттл                                                              |
| 2017—2018 | - «Rich Man’s Frug» Сай Коулмэн, Дороти Филдс (из фильма «Милая Чарити») хореограф-постановщик Скотт Браут                                                                                     | - «Grand Guignol» Bajofondo - «Oblivion» Астор Пьяццолла - «Libertango» Астор Пьяццолла хореограф-постановщик Синди Стюарт        | - «Havana» Камила Кабельо хореограф-постановщик Джеффри Баттл - «Swish Swish» Кэти Перри хореограф-постановщик Миша Ге     |
| 2016—2017 | - «Besame Mucho» Талия хореограф-постановщик Shin Yea-ji | - «I Still Believe» - «Overture» - «Sun and Moon» Клод-Мишель Шёнберг (из мюзикла «Мисс Сайгон») хореограф-постановщик Алекс Чанг | - «Let’s Have a Kiki» Сара Джессика Паркер (из телесериала «Хор») - «Besame Mucho» Талия хореограф-постановщик Shin Yea-ji |

## Спортивные достижения
| Соревнование                        | 12/13                        | 13/14                        | 14/15                        | 15/16                        | 16/17                        | 17/18                        | 18/19                        | 19/20                        | 20/21                        | 21/22                        |
| Международные индивидуальные        | Международные индивидуальные | Международные индивидуальные | Международные индивидуальные | Международные индивидуальные | Международные индивидуальные | Международные индивидуальные | Международные индивидуальные | Международные индивидуальные | Международные индивидуальные | Международные индивидуальные |
| ----------------------------------- | ---------------------------- | ---------------------------- | ---------------------------- | ---------------------------- | ---------------------------- | ---------------------------- | ---------------------------- | ---------------------------- | ---------------------------- | ---------------------------- |
| Чемпионаты мира                     |                              |                              |                              |                              |                              |                              | 10                           |                              |                              |                              |
| Чемпионаты четырёх континентов      |                              |                              |                              |                              |                              |                              | 7                            | 8                            |                              |                              |
| Этапы Гран-при. Rostelecom Cup      |                              |                              |                              |                              |                              |                              | 3                            |                              |                              |                              |
| Этапы Гран-при. Skate America       |                              |                              |                              |                              |                              |                              |                              | 5                            |                              |                              |
| Этапы Гран-при. NHK Trophy          |                              |                              |                              |                              |                              |                              | 6                            | 7                            |                              | 5                            |
| Этапы Гран-при. Италия              |                              |                              |                              |                              |                              |                              |                              |                              |                              | 8                            |
| Челленджеры. Autumn Classic         |                              |                              |                              |                              |                              |                              |                              | 3                            |                              |                              |
| Челленджеры. U.S. Classic           |                              |                              |                              |                              |                              |                              | 2                            |                              |                              |                              |
| Челленджеры. Asian Trophy           |                              |                              |                              |                              |                              |                              | 1                            | 1                            |                              |                              |
| Shanghai Trophy                     |                              |                              |                              |                              |                              |                              |                              | 3                            |                              |                              |
| Национальные                        |                              |                              |                              |                              |                              |                              |                              |                              |                              |                              |
| Чемпионаты Республики Корея         | 4                            | 4                            | 9                            | 3                            | 1                            | 3                            | 2                            | 7                            | 6                            | 9                            |
| Международные среди юниоров         |                              |                              |                              |                              |                              |                              |                              |                              |                              |                              |
| Чемпионаты мира среди юниоров       |                              |                              |                              |                              | 4                            | 5                            |                              |                              |                              |                              |
| Этапы юниорского Гран-при. Австрия  |                              |                              |                              |                              |                              | 2                            |                              |                              |                              |                              |
| Этапы юниорского Гран-при. Германия |                              |                              |                              |                              | 3                            |                              |                              |                              |                              |                              |
| Этапы юниорского Гран-при. Польша   |                              |                              |                              |                              |                              | 4                            |                              |                              |                              |                              |
| Этапы юниорского Гран-при. Словения |                              |                              |                              |                              | 4                            |                              |                              |                              |                              |                              |
| Asian Trophy                        |                              | 1                            |                              |                              | 3                            | 2                            |                              |                              |                              |                              |